# 프린스찰스섬

프린스찰스섬(Prince Charles Island)은 배핀섬 서쪽의 폭스만(Foxe Bay)에 위치한 섬으로, 캐나다 누나부트 준주에 속한다. 섬에 상주 인구는 없으나 과거 이누이트들이 순록 사냥을 위해 섬에 종종 들어왔다. 이누크티투트어로 섬을 가리키는 특별한 명칭은 없는 것으로 보인다. 면적은 9,521km2로, 세계에서 77번째, 캐나다에서 19번째로 크다. 섬의 규모에도 불구하고 1932년에 처음 특정되기 전까지 서양 측 기록에 등장한 적이 없으며 1948년 캐나다 왕립 공군이 재발견하여 같은 해 11월에 태어난 찰스 왕세자에게서 이름을 따 붙였다.